# Sonnets (tomik Thomasa W.H. Croslanda)
Sonnets – tomik Thomasa W.H. Croslanda (1865-1924), wydany w Londynie w 1912 nakładem oficyny John Richmond Limited. Zawiera dwadzieścia utworów: The Remembrance, To. A.D., For Algernon Charles Swinburne, Votes for Women, Death, Leda, The Baby is the Ward, For H.M.C, Titanic, After, The Student, To a Certain Knight, Ulster, On the Death of Edward VII, The Promise, Mr. Asquith Wept, Shepherd’s Bush, Freedom, For a Rich Man Who is Said to "Believe in Poetry" i The End.